# Wyndmere
Wyndmere és una població dels Estats Units a l'estat de Dakota del Nord. Segons el cens del 2000 tenia 533 habitants.

## Demografia
Segons el cens del 2000, Wyndmere tenia 533 habitants, 214 habitatges, i 144 famílies. La densitat de població era de 233,9 hab./km².
Dels 214 habitatges en un 35,5% hi vivien nens de menys de 18 anys, en un 57,5% hi vivien parelles casades, en un 5,1% dones solteres, i en un 32,7% no eren unitats familiars. En el 27,1% dels habitatges hi vivien persones soles el 12,6% de les quals corresponia a persones de 65 anys o més que vivien soles. El nombre mitjà de persones vivint en cada habitatge era de 2,49 i el nombre mitjà de persones que vivien en cada família era de 3,06.
Per edats la població es repartia de la següent manera: un 28,5% tenia menys de 18 anys, un 6,8% entre 18 i 24, un 27,6% entre 25 i 44, un 19,9% de 45 a 60 i un 17,3% 65 anys o més.
L'edat mediana era de 38 anys. Per cada 100 dones de 18 o més anys hi havia 102,7 homes.
La renda mediana per habitatge era de 42.143 $ i la renda mediana per família de 45.833 $. Els homes tenien una renda mediana de 32.054 $ mentre que les dones 22.000 $. La renda per capita de la població era de 15.288 $. Entorn de l'1,4% de les famílies i el 5,8% de la població estaven per davall del llindar de pobresa.

## Poblacions més properes
El següent diagrama mostra les poblacions més properes.